# Lapis indicus
Lapis indicus (Indische steen, ook: lapis senditicho) is een fantasiesteen die iemand zou kunnen genezen van oedeem. De steen wordt vastgebonden aan de zieke om zijn/haar onzuiverheden te absorberen en gaat zo evenveel wegen als de patiënt. Als de steen daarna drie uur in de zon gelegd wordt, zou het onzuivere water eruit lopen en kan de steen hergebruikt worden.
Deze geneeskrachtige steen wordt genoemd in het middeleeuwse bestiarium de Physiologus. De Physiologus maakt onderdeel uit van een 9e-eeuws manuscript dat zich in de Burgerbibliothek te Bern bevindt, en van een 10e-eeuwse verzameling Fables in de Kunstverzameling John Pierpont Morgan (de Morgan Library) in New York. Het exemplaar in Bern is volledig in kleur geïllustreerd, dat in New York niet.